# اوسون
اوسون (به فرانسوی: Ossun) یک کمون در فرانسه است که در Canton of Ossun واقع شده‌است.

## خصوصیات
اوسون ۲۷٫۵۹ کیلومترمربع مساحت و ۲٬۱۷۱ نفر جمعیت دارد و ۳۶۶ متر بالاتر از سطح دریا واقع شده‌است.